# Körperöffnung
An den natürlichen Körperöffnungen schlägt sich die äußere Haut (Integumentum commune), welche den menschlichen oder tierischen Körper umschließt, nach innen. Die äußere Haut geht an den Körperöffnungen meist in die Schleimhaut über, die das Innere des Körpers auskleidet.
In der Antike wurden gemäß Yuhanna ibn Masawaih neun Körperöffnungen gezählt, davon sieben am Kopf (zwei Augen, zwei Ohren, zwei Nasenlöcher, Mund), Geschlechtsöffnung und After. Auch im antiken China gab es diese Zählung der neun Körperöffnungen. Es war dort üblich, die Körperöffnungen des Leichnams eines Adligen mit Stöpseln aus Jade oder Nephrit zu verschließen. Auch heute kann es vorkommen, dass die Augen zu den Körperöffnungen gezählt werden, beispielsweise in Asien oder in populärwissenschaftlichen Texten.
Der Anatom Johannes Sobotta (1869–1945) unterteilte in echte und scheinbare Körperöffnungen. Zu den scheinbaren Körperöffnungen zählte er die paarigen Augenlidspalten (Rimae palpebrarum) und die paarigen äußeren Gehörgangsöffnungen (Pori acustici externi), weil bei diesen „keine Durchbrechung des Integumentum commune stattfindet, sondern nur eine Einstülpung“.
Körperöffnungen beim Menschen sind (nach einer Aufzählung des Reallexikon der Medizin und ihrer Grenzgebiete von 1971 ohne zugrundeliegende Definition des Begriffs):
- Mund (Os)
- Nasenlöcher (Nares)
- Gehörgänge (Meatus acustici externi)
- After (Anus)
- Harnröhrenöffnung (Orificium urethrae externum)
- Vulva.

Vor der Aufklärung um 1700 wurde die Haut noch als löchrige Schicht verstanden, die den Körper umschließt und aus der die „Flüsse“ (Blut, Wundwasser, Sperma, Urin, Schleim und Eiter) aus dem Leib austreten konnten. Als sogenannte Leibesöffnungen galten Augen, Ohren, Nase, Mund, Brüste, Bauchnabel, Anus, Urin- und Mutterausgang, die man primär als Ausgänge betrachtete, also mit der intentionalen Richtung von innen nach außen. Körperöffnungen und Hautporen dachte man sich zu dem Zeitpunkt noch als strukturell analog. In Zedlers Universallexikon von 1735 hieß es in diesem Sinne über die Haut „Sie hat auch grosse und kleine Löcher, als grosse in Munde, Nasen, Ohren u.s.w. allwo doch die Haut vielmehr nachgelassen als durchlöchert genennet werden kan[n], und kleine, insgemein Schweiß-Löcher, welche grosser und kleiner vor (=für) den Durchgang der[er] Haare, die Ausdünstung und den Schweiß sind.“

## Sonstiges
Die Anatomie verwendet die lateinische Bezeichnung orificium bzw. die englische Bezeichnung opening (auch orifice) für Körper- oder Organöffnung.
Der angeborene Verschluss oder das Fehlen einer natürlichen Körperöffnung bezeichnet man als Atresie. Im weiteren Sinn zählen auch künstliche Öffnungen als Körperöffnungen, wie zum Beispiel Drainage, Ernährungsfistel (PEG) oder Stoma, z. B. Enterostoma (obwohl auch Mund und Rachen als Stomata bezeichnet werden). Siehe auch: Fistel, Urostoma, Tracheotomie.